# Герб комуни Чевлінге
Герб комуни Чевлінге (швед. Kävlinge kommunvapen) — символ шведської адміністративно-територіальної одиниці місцевого самоврядування комуни Чевлінге. 

## Історія
Герб було розроблено для торговельного містечка (чепінга) Чевлінге. Отримав королівське затвердження 1955 року.    
Після адміністративно-територіальної реформи, проведеної в Швеції на початку 1970-х років, муніципальні герби стали використовуватися лишень комунами. Цей герб був 1971 року перебраний для нової комуни Чевлінге.
Герб комуни офіційно зареєстровано 1975 року.

## Опис (блазон)
У зеленому полі золотий косий хрест і така ж балка.

## Зміст
Шість променів хреста вказують на шість ліній залізниці, які сходилися в Чевлінге.      